# Dinnete

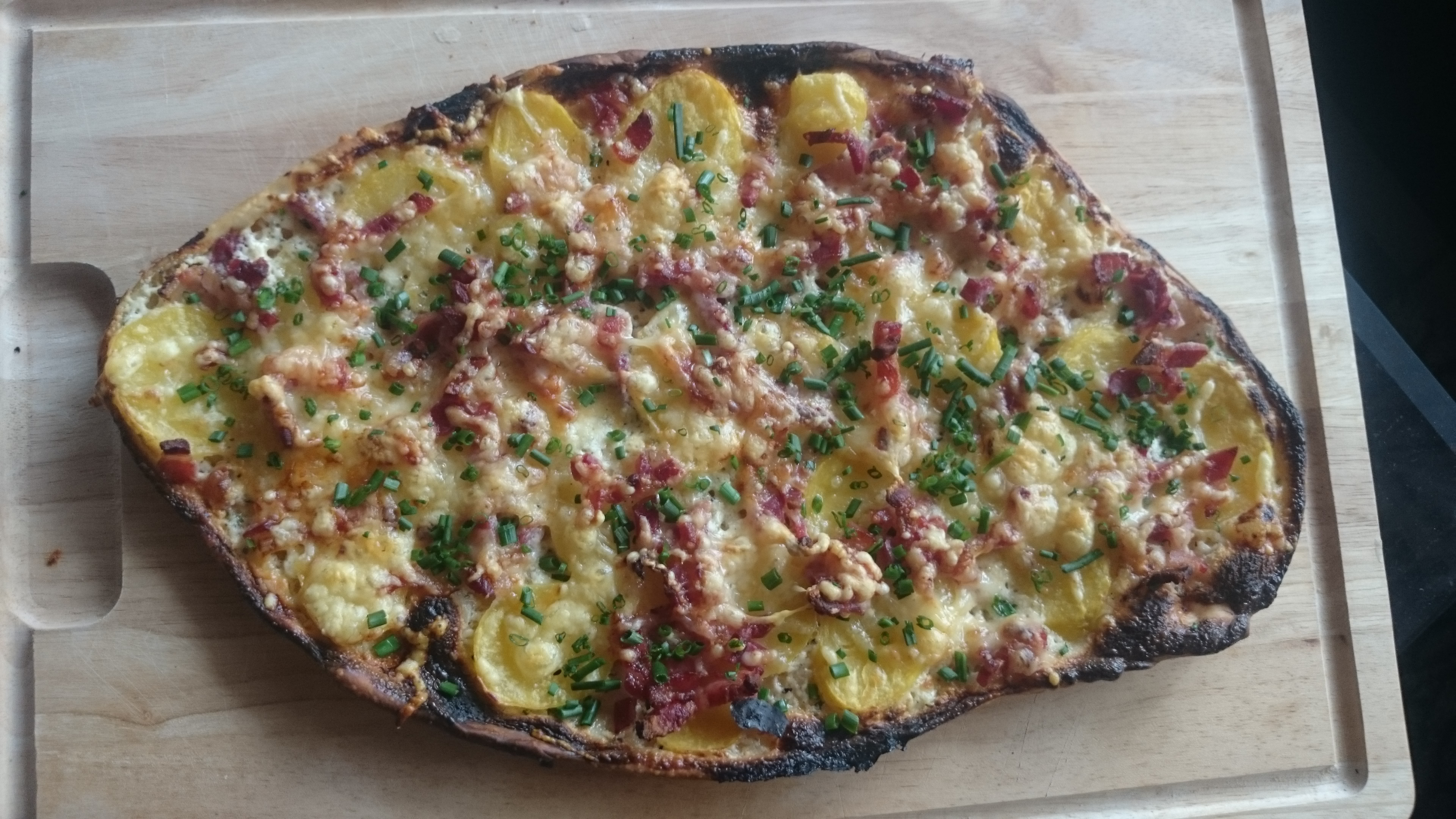
Dünnes Fladenbrot oder auch ein dünn ausgewalzter Brotteig nach Laune belegt

Als Dinnete (bzw. auch Dennete, Dinnede  oder Dennetle) in Oberschwaben, Dinelle (Dünnele, Dinnele, Dinne, Dünnle, Dünne, Tünne) im Badischen und Schweizerisch-Hochalemannischen, Deie in der Stuttgarter Region bezeichnet man eine Spezialität der schwäbisch-alemannischen Küche, die dem Elsässer Flammkuchen ähnelt, jedoch in der Regel kleiner und mit einer herzhafteren Mehlmischung gebacken wird. Ähnliche Gerichte sind Wehe (Wähe, Waie) im Südbadischen und Niederalemannischen bzw. der Schweiz, Scherrkuchen in der Ulmer Region oder Blooz im Hohenlohischen. Dinneten werden mit unterschiedlichen Belägen angeboten, traditionell mit Schmand, (roten) Zwiebeln und geräuchertem Bauchspeck, aber auch mit Äpfeln, Kartoffeln, Käse oder anderen Zutaten. Traditionell wird Dinnete besonders gerne im Herbst zum frischen Most gegessen, wenn dieser noch nicht ganz durch gegoren ist.

## Verwandte Gerichte und Etymologie
«Dünne», «Dünnle», «Dünnet» und «Dinnele», eine Art des Flammenkuchens, sind die Bezeichnungen im badischen Gebiet rund um den Bodensee. Die Wörter stammen vom Begriff «dünn» ab. Schon im Althochdeutschen wurden flache Kuchen als «dunni» bezeichnet.
«Tünne», «Dünnele» oder als Verkürzung «Tüle» nennt man die Wähe in den Kantonen Schaffhausen und Thurgau, zum Teil auch südlich vom Zürichsee in den Kantonen Schwyz und Zürich.

## Vorläufer
Dinnete sind aus Hefeteig, Grundlage ist der ausgewalzte Brotteig. Aus dem Hefeteig wurde vor dem Brotbacken ein Teigling geformt und testweise in den Ofen geschoben, um die richtige Temperatur herauszufinden. Wenn der Teigling bereits nach einigen Sekunden dunkel wurde, war die Ofentemperatur zu hoch, wenn er nach etwa einer Viertelstunde immer noch nicht braun war, dann war die Ofentemperatur zu niedrig.
Nach dem Brotbacken wurde der übrige Hefeteig nach Laune belegt und mit der Resthitze vom Holzofen gebacken.

## Basis-Zutaten
Brotteig aus 812er-Mehl mit Hefe und etwas Salz und sehr wenig Kümmel. Belag aus Zwiebeln, Speck, Sauerrahm und Schnittlauch. Auch süße Beläge, z. B. Äpfel sind möglich.